# Pseudonycterophaeta
Pseudonycterophaeta là một chi bướm đêm thuộc họ Noctuidae.